# Karl Fortlage

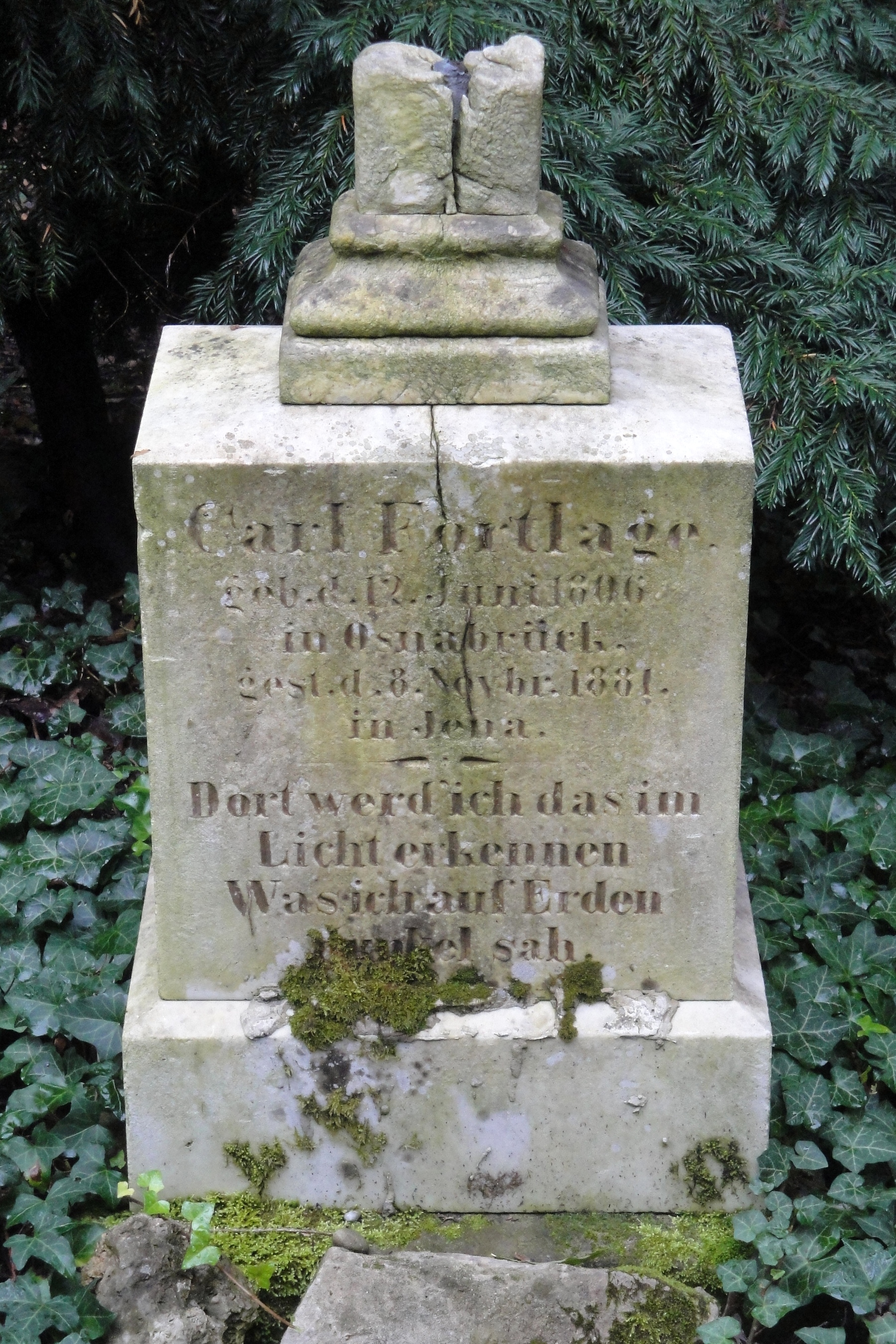
Gravsten i Jena

Arnold Rudolf Karl Fortlage, född 12 juni 1806 i Osnabrück, död 8 november 1881 i Jena, var en tysk filosof.
Fortlage, som var professor i Jena, försökte förena Johann Gottlieb Fichtes idealistiska metafysik med Friedrich Eduard Benekes empiriskt-psykologiska metod. Fortlages världsåskådning ville sammansmälta panteism och teism i en "trancendent pantesim", enligt vilken världen är i det absoluta jaget, med vilket de sedligt och intellektuellt självständiga, ändliga andarna blir ett. Bland Fortlages skrifter märks System der Psychologie (1855), Psychologische Vorträge (1869-74), Philosophische Vorträge (1869), samt Beiträge zur Psychologie als Wissenschaft aus Speculation und Erfahrung (1875).